# Новопокасьма
Новопокасьма́ — деревня в Ленинск-Кузнецком районе Кемеровской области. Входит в состав Чкаловского сельского поселения.

## История
Название дано по местоположению на реке Касьма. В Списке населенных мест 1859 года эта деревня называется так:
Ново-по-Касьме; она же Едакино.

## География
Центральная часть населённого пункта расположена на высоте 174 метров над уровнем моря.

## Население
По данным Всероссийской переписи населения 2010 года, в деревне Новопокасьма проживает 304 человека (145 мужчин, 159 женщин).